# Phtheochroa kenneli
Phtheochroa kenneli is een vlinder uit de familie bladrollers (Tortricidae). De wetenschappelijke naam is voor het eerst geldig gepubliceerd in 1944 door Obraztsov.
De soort komt voor in Europa.